# Cedar Township (comté de Muscatine, Iowa)
Cedar Township est un township du comté de Muscatine en Iowa, aux États-Unis,.
Le comté est fondé en 1842.

## Source de la traduction
- (en) Cet article est partiellement ou en totalité issu de l’article de Wikipédia en anglais intitulé « Cedar Township, Muscatine County, Iowa » (voir la liste des auteurs).